# 日安
日安（法語：Gien，發音：[ʒjɛ̃]），法国中北部城市，中央-卢瓦尔河谷大区卢瓦雷省的一个市镇，隶属于蒙塔日区，其市镇面积为67.9平方公里，2022年1月1日时人口数量为13,431人，是该省人口第八多的市镇，在法国市镇中排名第709位。
日安位于卢瓦雷省东南部，卢瓦尔河右岸，是一个区域性的中心城市和交通枢纽，因同名城堡及磁窑而闻名。

## 地名来源
“日安”一名来源于高卢语“Giamo-magos”，意为“冬季集市”。

## 历史

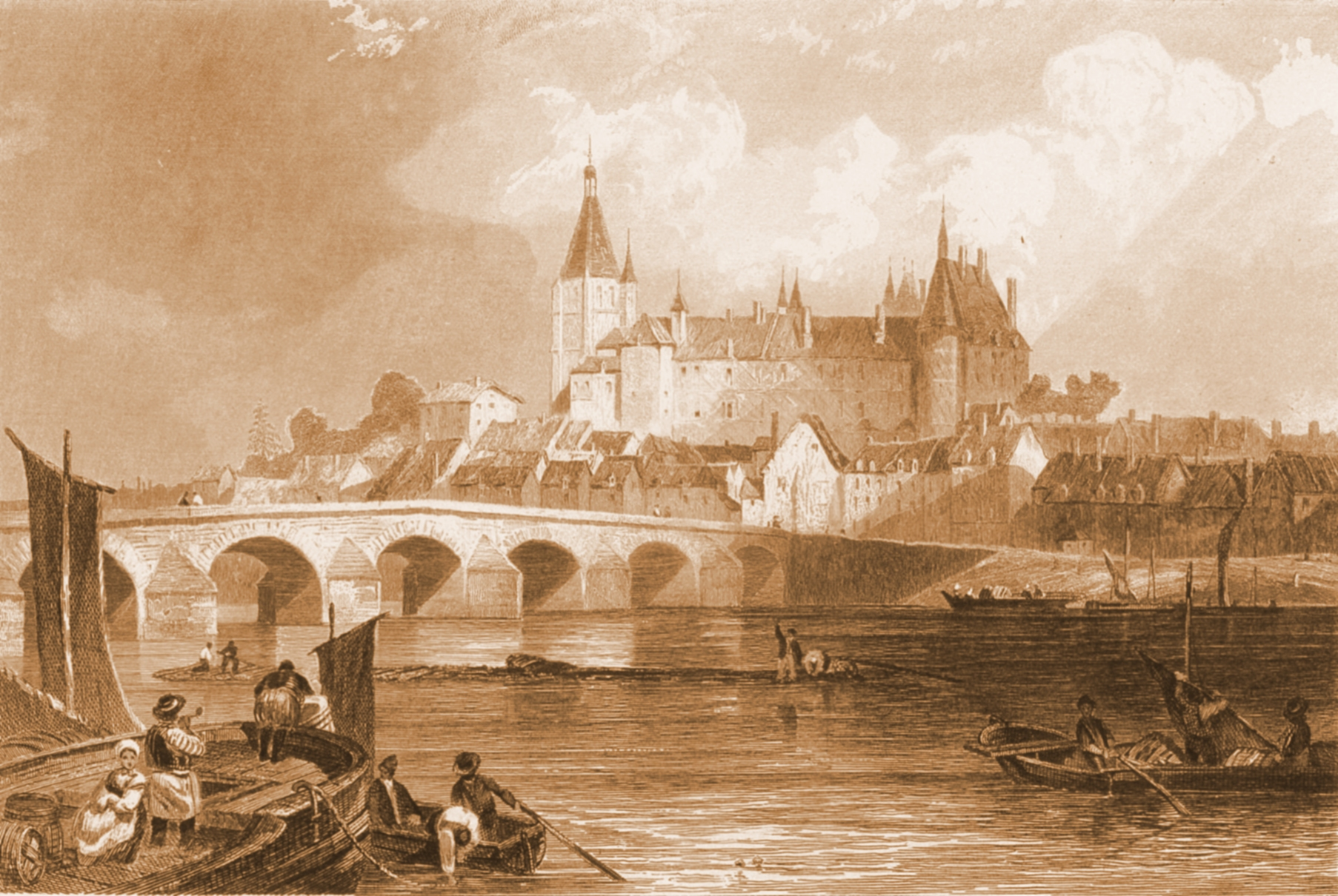
19世纪末的日安（版画）

日安历史悠久，罗马时期一条沿卢瓦尔河延伸的道路由此通过，其城址所在地被称为“旧日安”（Gien-le-Vieux）。公元六世纪时，日安的封建领主首次被提及。中世纪中期，日安成为一个伯爵领地。12世纪，日安遭遇维京人入侵。1199年，腓力二世率兵收复日安，并将此地纳入法兰西皇室。1482年，法兰西的安妮获得日安女伯爵爵位，她在日安市中心建成了一座皇家城堡，该城堡在文艺复兴时期得到了大规模的扩张和装饰，成为这一区域的标志性建筑物。法国大革命后，日安成为卢瓦雷省的一个市镇，并成为该省的一个地区行署，1800年起成为副省会。1821年，日安出现了一处磁窑，后逐渐发展扩大，成为当地重要的手工业部门。工业革命期间，卢瓦尔河航道得到整治，但因水量偏小且该河中上游缺乏大型城市而未得到进一步开发。途径日安的莫雷－里昂铁路于19世纪中期建成，后者成为连接巴黎和奥弗涅地区重要的通道。1926年，日安副省政府被撤销。二战时期，日安遭到纳粹德军的猛烈轰炸，当地超过一千座建筑遭到不同程度的损毁。1972年，阿拉布卢瓦整体并入日安的市镇范围。

## 地理
日安位于法国中北部，中央-卢瓦尔河谷大区东部和卢瓦雷省东南部，距离省会奥尔良大约66公里。与日安接壤的市镇包括：莱舒、布瓦莫朗、布里亚尔、拉比西耶尔、讷瓦、特雷泽河畔乌祖埃、普瓦伊莱日安、卢瓦尔河畔圣布里松、奥克尔河畔圣马丹。

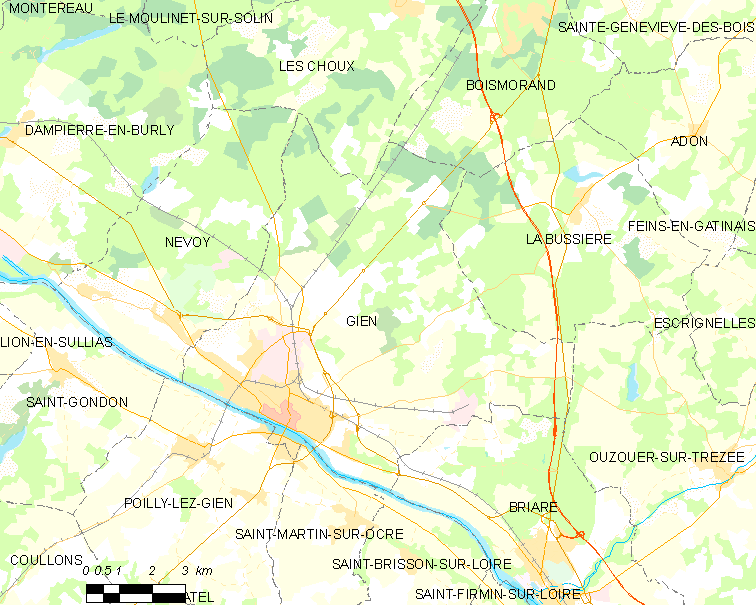
日安市镇范围地图

| 日安土地利用情况地图 |
|                      |

### 地形
日安位于巴黎盆地腹地，境内以平原和丘陵为主，市镇中心地势较为平坦，东北部略有起伏，全境海拔在117到190米之间。

### 水文
卢瓦尔河干流自东南向西北流经境内，此外日安市镇范围东北部有多处天然水塘。

### 植被
日安属于温带落叶林区，林地广泛分布于市内多个街区。
在鲜花城市的评比中，日安被评为3星级鲜花城市。

### 气候
日安在柯本气候分类法中属于温带海洋性气候。
距离日安最近的气象站位于库隆境内，以下为该气象站的数据（其中日照数据取自奥尔良-布里西气象站）：
| 日安1981年－2019年  | 日安1981年－2019年 | 日安1981年－2019年 | 日安1981年－2019年 | 日安1981年－2019年 | 日安1981年－2019年 | 日安1981年－2019年 | 日安1981年－2019年 | 日安1981年－2019年 | 日安1981年－2019年 | 日安1981年－2019年 | 日安1981年－2019年 | 日安1981年－2019年 | 日安1981年－2019年 |
| 月份                | 1月                | 2月                | 3月                | 4月                | 5月                | 6月                | 7月                | 8月                | 9月                | 10月               | 11月               | 12月               | 全年               |
| ------------------- | ------------------ | ------------------ | ------------------ | ------------------ | ------------------ | ------------------ | ------------------ | ------------------ | ------------------ | ------------------ | ------------------ | ------------------ | ------------------ |
| 历史最高温 °C（°F） | 18.5 (65.3)        | 22.4 (72.3)        | 25.7 (78.3)        | 29.7 (85.5)        | 33 (91)            | 39 (102)           | 40 (104)           | 41.3 (106.3)       | 35.5 (95.9)        | 31.2 (88.2)        | 24.2 (75.6)        | 18.6 (65.5)        | 41.3 (106.3)       |
| 平均高温 °C（°F）   | 7 (45)             | 8.5 (47.3)         | 12.7 (54.9)        | 16 (61)            | 20.2 (68.4)        | 23.6 (74.5)        | 26.5 (79.7)        | 26.2 (79.2)        | 22 (72)            | 16.9 (62.4)        | 10.8 (51.4)        | 7.3 (45.1)         | 16.5 (61.7)        |
| 日均气温 °C（°F）   | 3.6 (38.5)         | 4.1 (39.4)         | 7.2 (45.0)         | 9.6 (49.3)         | 13.6 (56.5)        | 16.8 (62.2)        | 19 (66)            | 18.8 (65.8)        | 15.2 (59.4)        | 11.7 (53.1)        | 6.8 (44.2)         | 4.1 (39.4)         | 10.9 (51.6)        |
| 平均低温 °C（°F）   | 0.3 (32.5)         | −0.3 (31.5)        | 1.6 (34.9)         | 3.2 (37.8)         | 7.1 (44.8)         | 10.1 (50.2)        | 11.6 (52.9)        | 11.3 (52.3)        | 8.4 (47.1)         | 6.5 (43.7)         | 2.9 (37.2)         | 0.9 (33.6)         | 5.3 (41.5)         |
| 历史最低温 °C（°F） | −21.5 (−6.7)       | −17 (1)            | −14.8 (5.4)        | −6.5 (20.3)        | −3 (27)            | −2.3 (27.9)        | 1.4 (34.5)         | 1.2 (34.2)         | −1.7 (28.9)        | −8.5 (16.7)        | −12.4 (9.7)        | −19.3 (−2.7)       | −21.5 (−6.7)       |
| 平均降水量 mm（）   | 69 (2.7)           | 57.6 (2.27)        | 62.2 (2.45)        | 59.4 (2.34)        | 75.7 (2.98)        | 53.4 (2.10)        | 61.7 (2.43)        | 59 (2.3)           | 65.4 (2.57)        | 73.4 (2.89)        | 70.6 (2.78)        | 77.9 (3.07)        | 785.3 (30.92)      |
| 月均日照時數        | 66.4               | 87.3               | 140.5              | 176.2              | 207                | 216.6              | 221.3              | 224.6              | 179.2              | 121.1              | 70.6               | 56.6               | 1,767.4            |
| 来源：infoclimat.fr |                    |                    |                    |                    |                    |                    |                    |                    |                    |                    |                    |                    |                    |

## 行政区划
日安是法国中央-卢瓦尔河谷大区卢瓦雷省的一个市镇，编号为45155。日安隶属于蒙塔日区和卢瓦雷省第三选区，管理日安县，同时也是日安市镇公共社区的办公驻地。
法国国家统计与经济研究所（简称）在进行数据统计时，将日安及相邻的讷瓦设为日安城市核心区，并将包括核心区在内的周边共7个市镇划为日安城市区。自2020年起，日安城市区被包含29个市镇的日安城市辐射区代替。此外，还将日安市镇分为了6个“块区”（IRIS），以便于统计人口分布情况。

## 交通

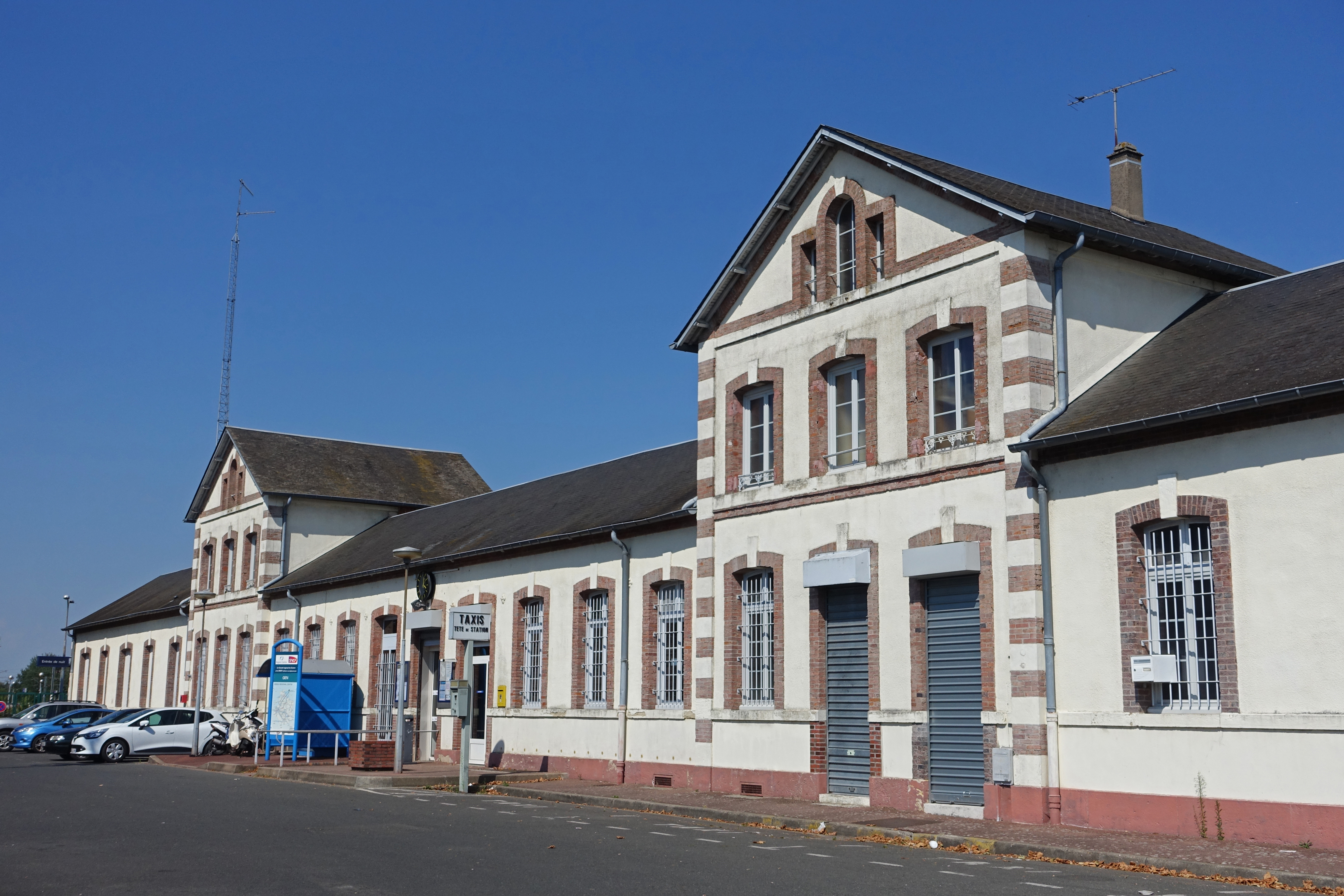
日安火车站

### 公路
A77高速公路经过日安东部的拉比西耶尔并设有19号出入口，此外多条卢瓦雷省省道在日安境内交汇，中央-卢瓦尔河谷大区下属的城际客运提供巴士线路，可前往省会奥尔良以及日安周边的部分市镇。
2017年，65.9%的日安家庭拥有至少一辆私人汽车。2019年，日安境内共发生各类交通事故2起，造成2人受伤。

### 铁路
日安位于莫雷－里昂铁路上。日安站位于市区东部，停靠往返于巴黎和讷韦尔之间的区域列车。

### 航空
距离日安最近的民用航空站为巴黎-奥利机场，距离日安市中心的公路里程约144公里。

### 城市公共交通
日安暂无常规城市公共交通系统。日安市政府提供便民摆渡巴士，优先为残障人士服务。

## 政治
日安的现任市长为弗朗西斯·卡马尔先生（Francis Cammal），他是一名中间派，在2020年的市政选举中获得了50.04%的支持率。
在2017年的法国总统大选中，法国第25任总统埃马纽埃尔·马克龙在日安获得了60.16%的支持率。
| 日安历届市长   |                  |                                              |
| 任期           | 市长             | 党派                                         |
| 1944年－1959年 | 皮埃尔·代扎尔诺  | RAD激进党                                    |
| 1959年－1995年 | 路易·布瓦耶      | RI独立激进党 →UDF法国民主联盟                |
| 1995年－2012年 | 让-皮埃尔·于蒂热 | DVD右翼无党派人士                            |
| 2012年－2014年 | 帕特里克·谢里科  | DVD右翼无党派人士 →UDI民主人士和独立人士联盟 |
| 2014年－2020年 | 克里斯蒂安·布洛  | UMP人民运动联盟 →LR共和黨                    |
| 2020年－       | 弗朗西斯·卡马尔  | DVC混杂中间派                                |

## 人口
2018年，日安市镇人口数量为13,732，在法国排名第709位。其中男性6,851人，女性7,156人，75岁及以上人口占10.1%，外籍人口数量为3,024人，人口密度为202人/平方公里，当地居民被称为（男性）或（女性）。2019年，日安境内出生147人，死亡人口189人。
| 年份   | 1936  | 1946  | 1954  | 1962  | 1968   | 1975   | 1982   | 1990   | 1999   | 2006   | 2011   | 2016   | 2018   |
| ------ | ----- | ----- | ----- | ----- | ------ | ------ | ------ | ------ | ------ | ------ | ------ | ------ | ------ |
| 人口數 | 8,421 | 7,697 | 8,322 | 9,821 | 12,164 | 14,621 | 16,064 | 16,477 | 15,332 | 15,495 | 14,685 | 14,108 | 13,732 |

## 经济
日安是一个区域性的中心城市，当地共有各类用人单位1,489家，平均历史为17年，其中99.08%为中小型企业（PME）。（大型零售）、（财会）及（汽车销售）是当地2019年营业额最高的三个企业，分别为32,620,207欧元、13,402,607欧元和12,400,377欧元。

## 财政收入
2019年，日安的财政收入总额为14,186,900欧元，财政支出总额为12,845,800欧元，当年的债务总额为6,940,340欧元。2020年，日安共获得1,684,000欧元的国家财政补助，比上一年减少了0.03%。
2017年，日安的人均月收入总额为1,913欧元，其中高级职员为3,497欧元，低于法国平均水平（4,214欧元）；中级职员为2,121欧元，低于法国平均水平（2,353欧元）；普通职员为1,556欧元，亦低于法国平均水平（1,690欧元）。
2017年，日安境内的青壮年（15至64岁）失业率为19.2%，当地45.8%的家庭拥有纳税资格，平均纳税2,313欧元，低于法国平均水平（3,888欧元）。

## 社会事务

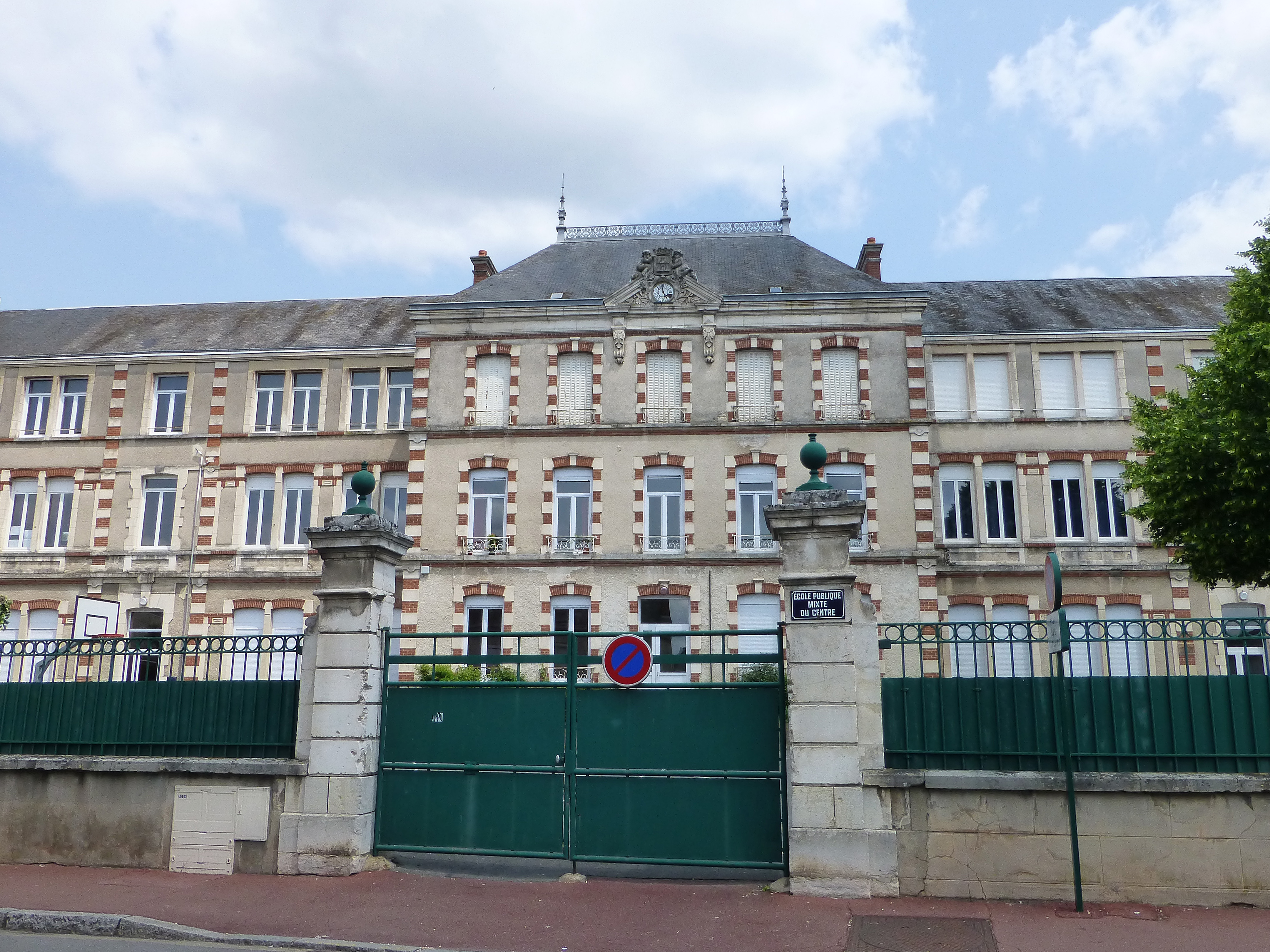
日安中心小学

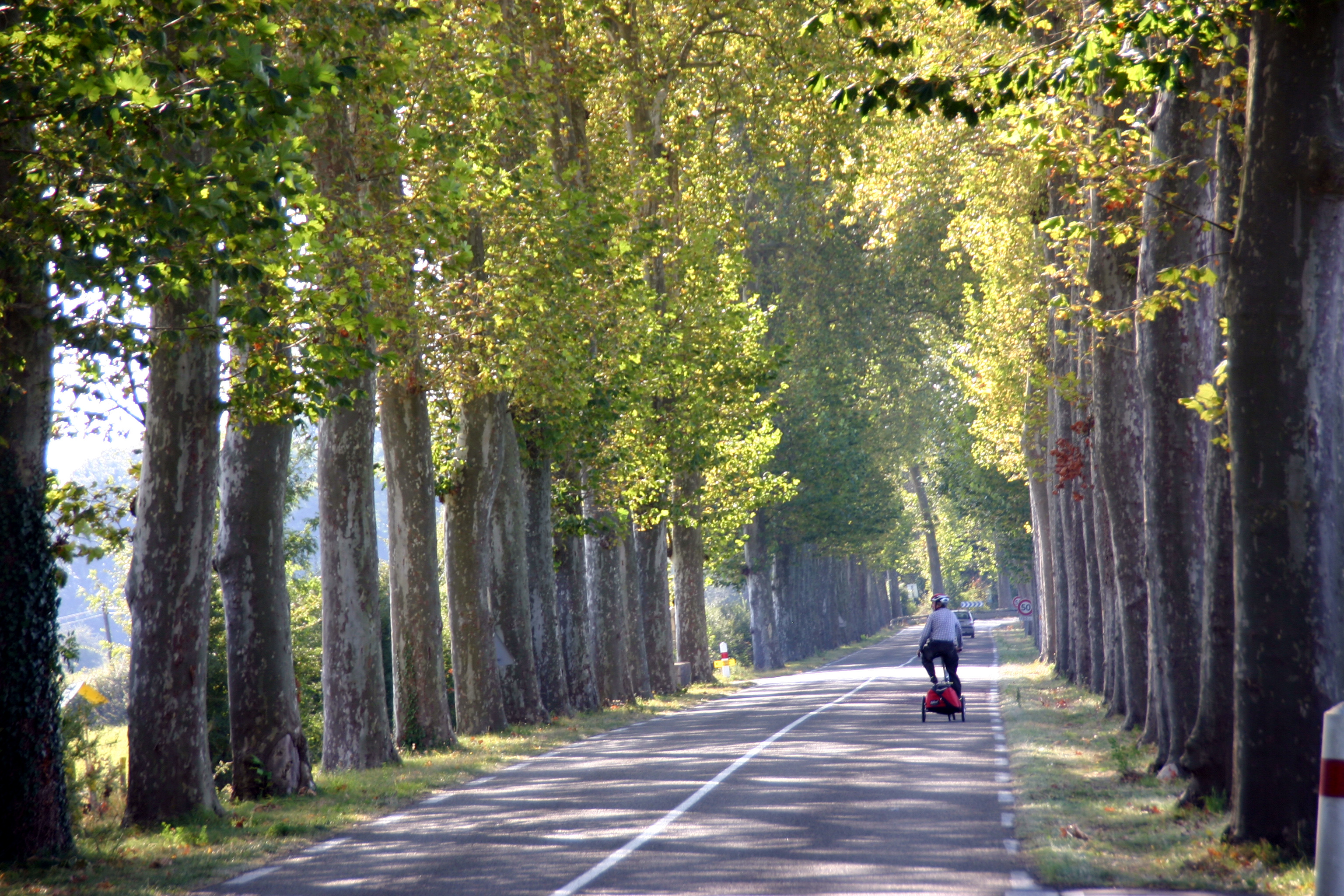
日安附近的一条道路

### 教育
日安属于奥尔良-图尔学区。截止2019年1月1日，日安境内共有2所幼儿园、7所小学、3所初级中学、2所普通高中、1所农业高中和1所职业高中。2018至2019学年度，日安境内共有在校中等教育阶段学生2,402名。

### 医疗
截止2019年1月1日，日安境内共有全科医生13名、保健师13名、牙医13名、护士13名、耳科医生1名、眼科医生1名、皮肤科医生1名、助产士1名和妇科医生2名。境内共有药房4家、养老院2家、残疾人帮扶中心4家。
日安中心医院（Centre Hospitalier de Gien）是法国的一个区域性医疗机构，其主病区“皮埃尔·代扎尔诺中心医院”（Centre hospitalier Pierre Dézarnaulds）位于日安市区，设有床位393个，是当地规模最大的公立综合性医院。

### 住房
2017年，日安境内共有各类住房7,589套，其中57.1%为独立式居民区，分布于市区各地；42.5%为集中式居民区，主要集中于老城以及蒙图瓦尔街区。常住房屋占日安市镇范围内居民建筑总量的81.7%。
在住房保障政策方面，2017年，日安境内共有1,846户家庭获得了住房经济补助，受益人数占总人口数量的13.2%，其中1,688份为房租补助。

### 商业
2019年，日安境内共有各类实体商铺390家，其中餐厅57家、大型超市5家、杂货店6家、面包房14家、肉铺6家、书店4家、装饰品店1家、银行门店11家、美容美发店22家、汽车维修店20家。市区东北部建有开放式商业街区，市区东部另有一家家乐福超市。

### 体育
2019年，日安境内共有1家游泳池、6间体育馆、1座综合体育场、10处网球场、4处足球或橄榄球场以及3处篮球或排球场。
日安体育俱乐部（A.S. Gien）是当地的一支足球队，2020至2021赛季参加卢瓦雷省足球联赛。此外当地还有一支五人制足球队。

### 环境
日安的环境事务由其所属的公共社区负责。2019年，日安境内共有2家污染企业。

### 治安
2019年，日安市镇范围内有1处宪兵队。
2014年，日安及附近地区共发生各类案件2,517起，其中盗窃类案件1,444起，经济类案件309起，毒品交易类案件133起。

## 文化
2019年，日安境内共有1家电影院和1家博物馆。日安市政府提供多媒体中心，向公众全年开放。

### 建筑
日安境内有多处历史建筑，其中日安城堡是当地的标志性建筑物，也是法国首批国家级文物保护单位，其部分区域被改建为日安城堡博物馆并向公众开放。横跨卢瓦尔河的日安旧桥也是当地的代表性建筑物。

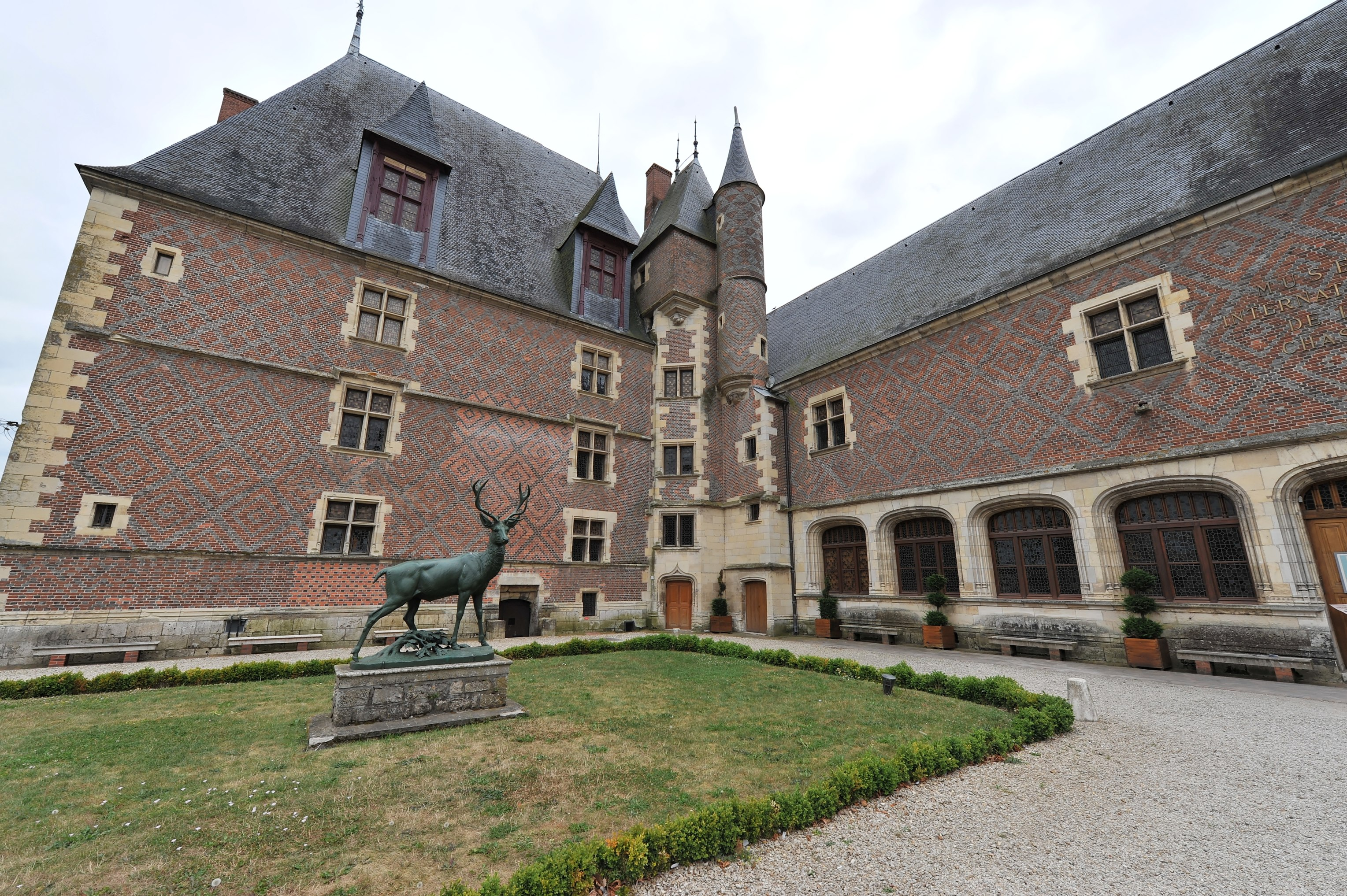
日安城堡
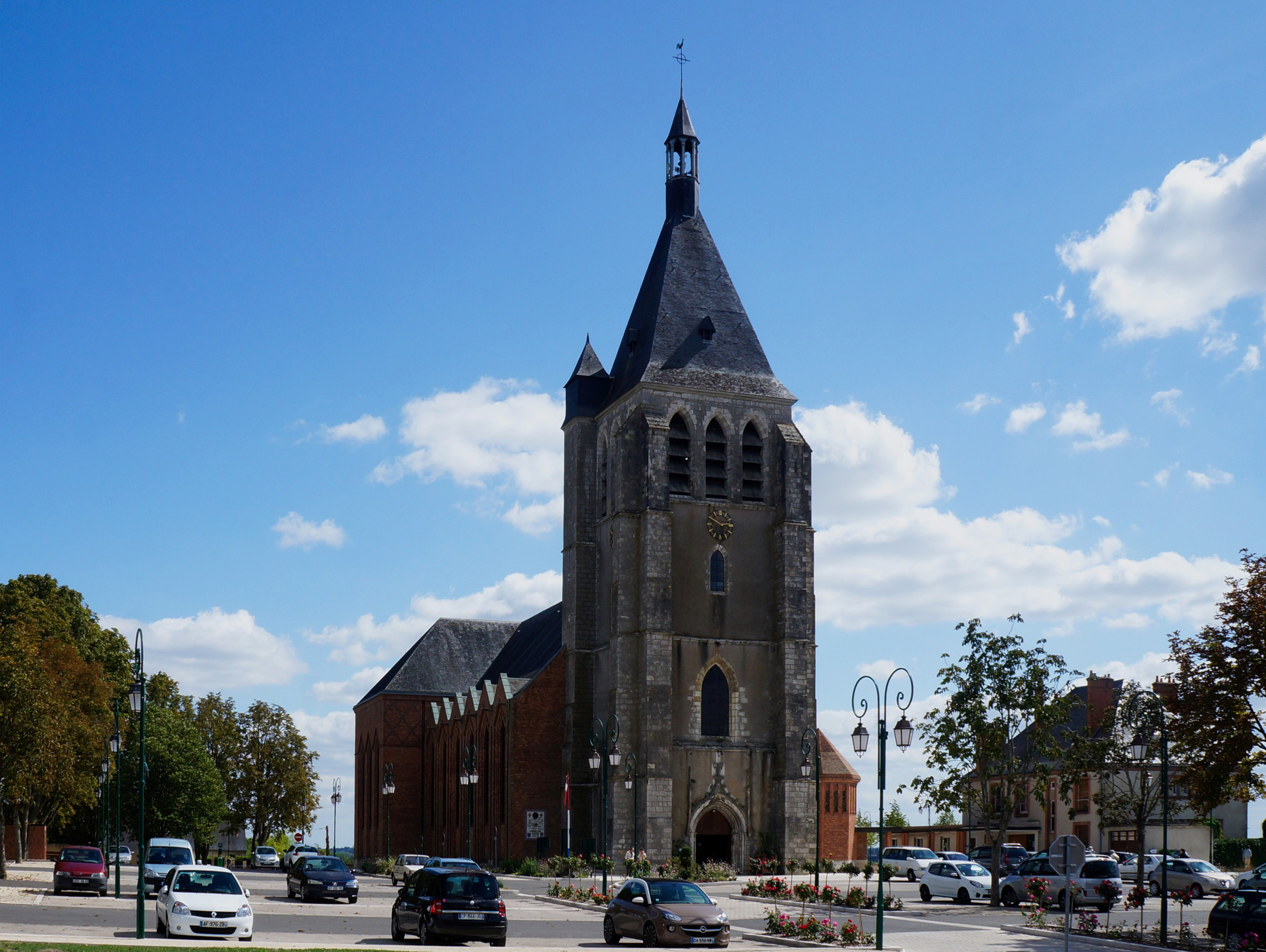
圣女贞德教堂
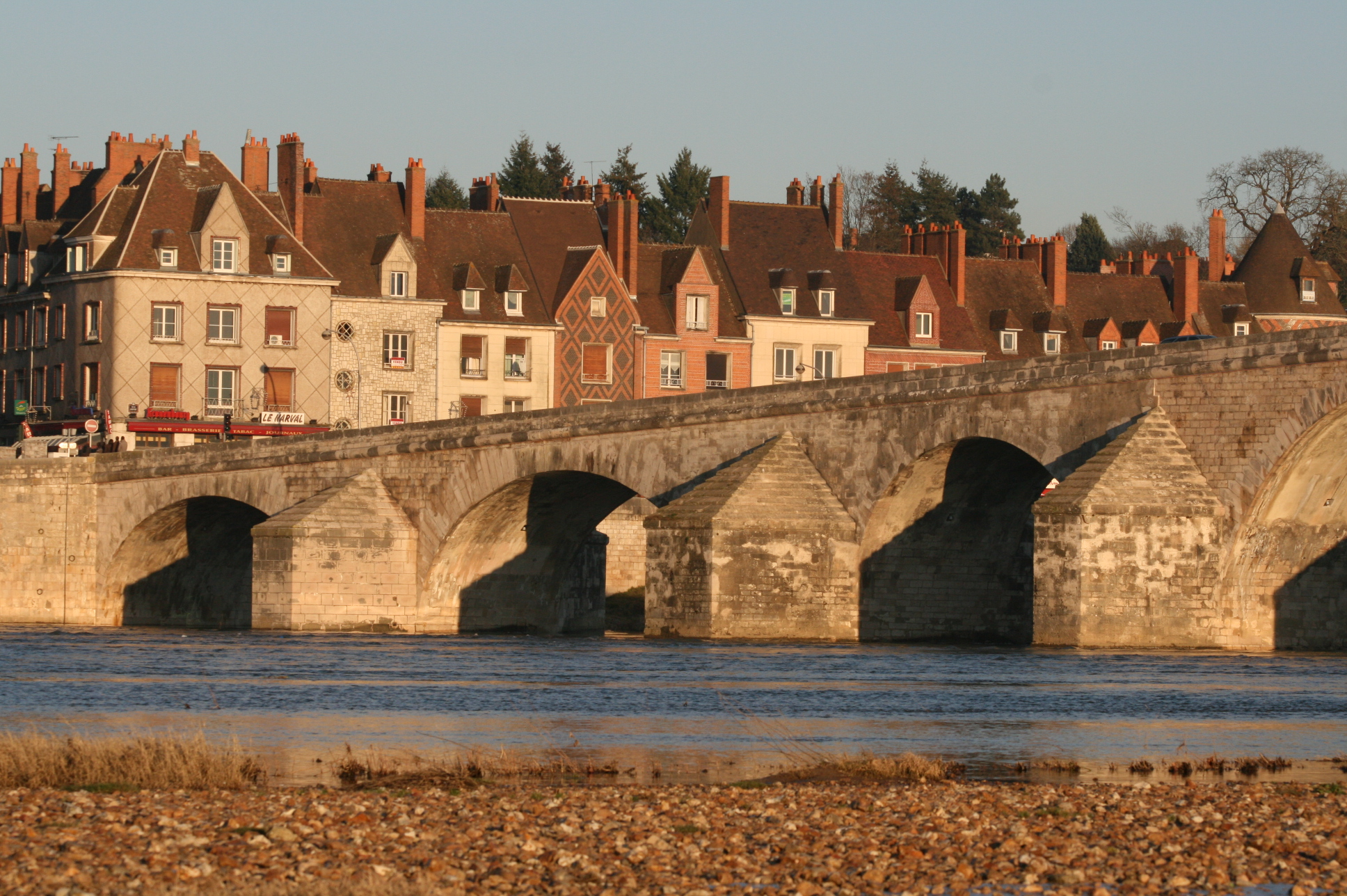
横跨卢瓦尔河的旧桥
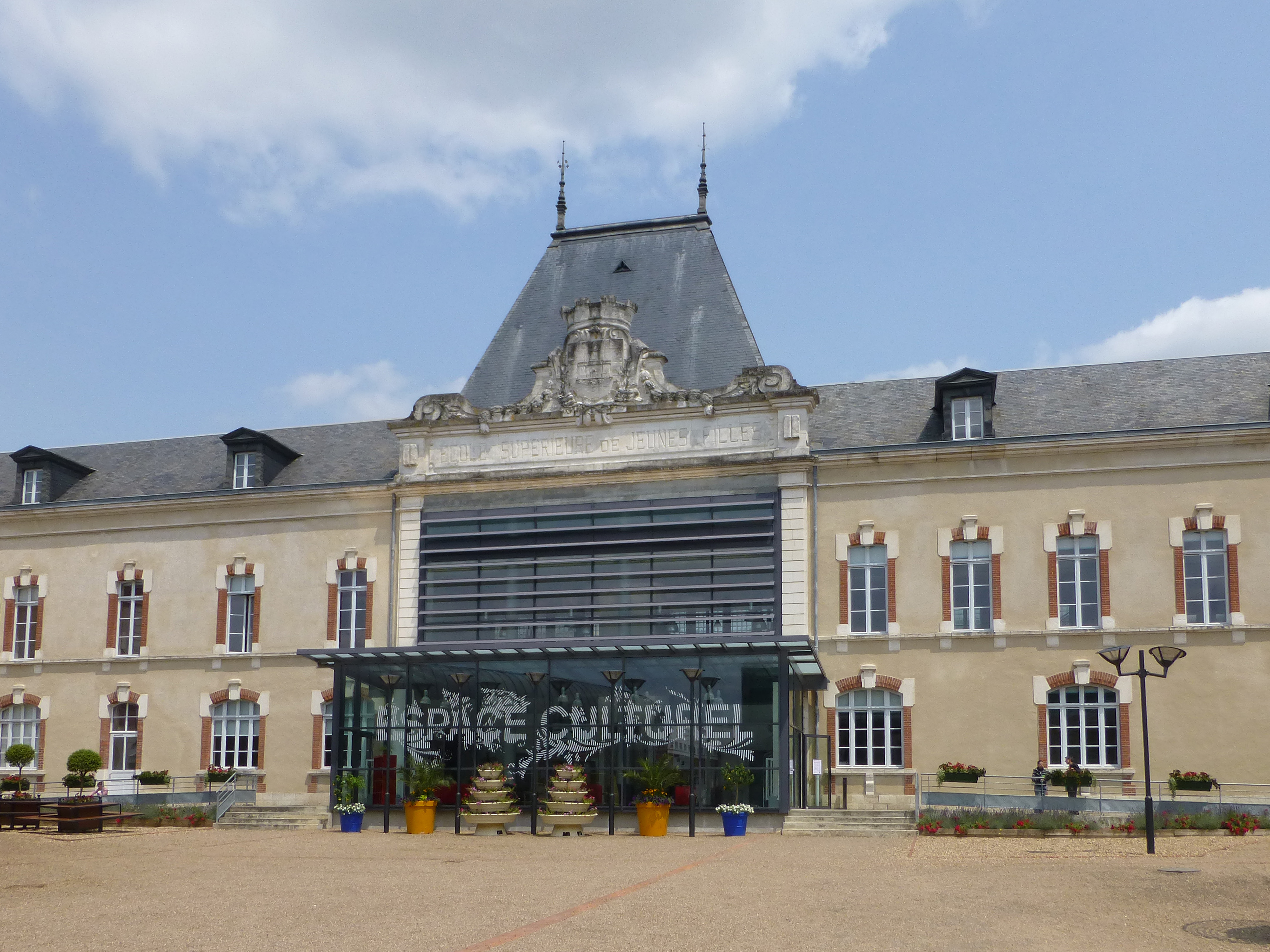
文化中心
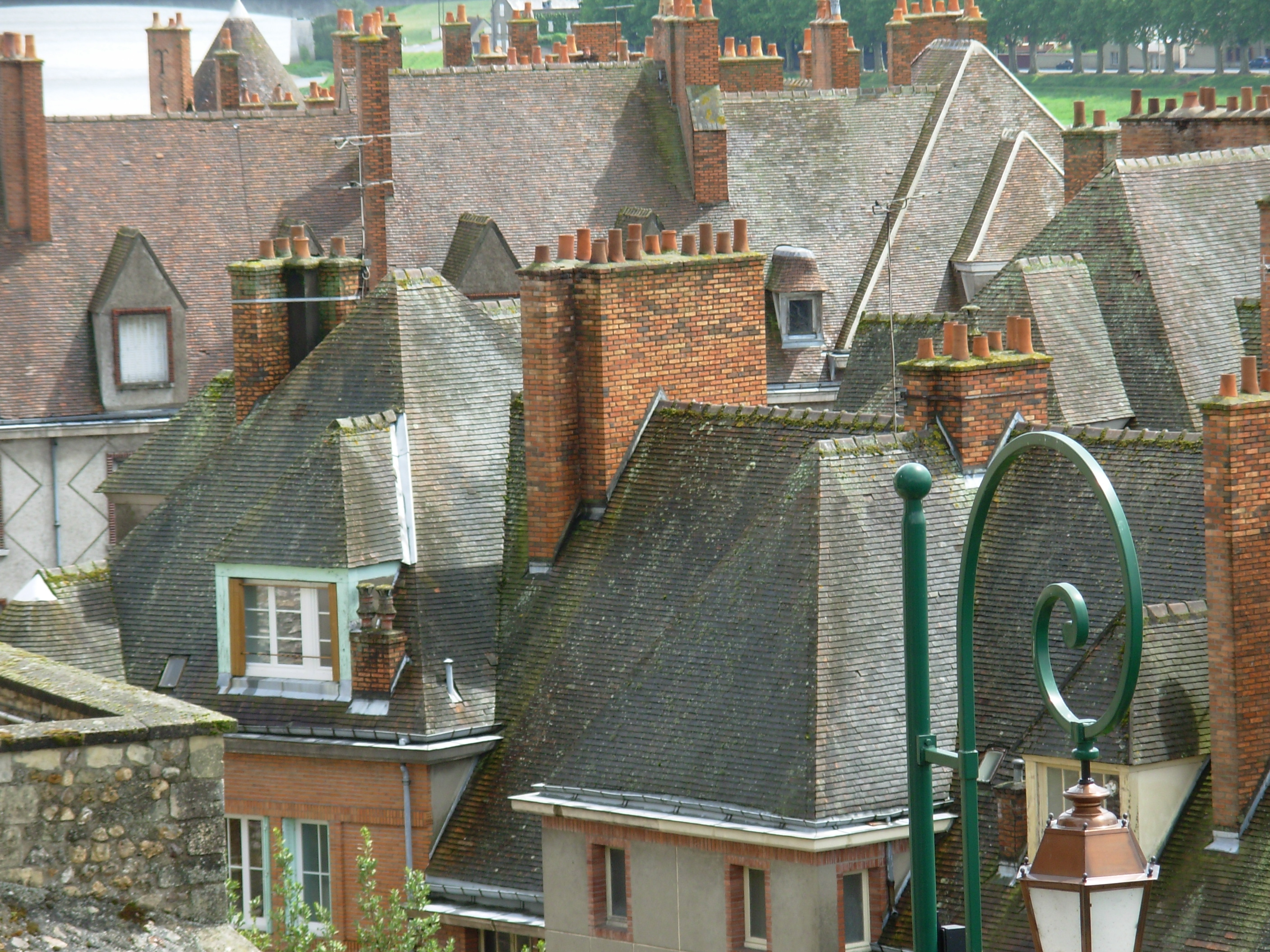
日安市中心的建筑屋顶
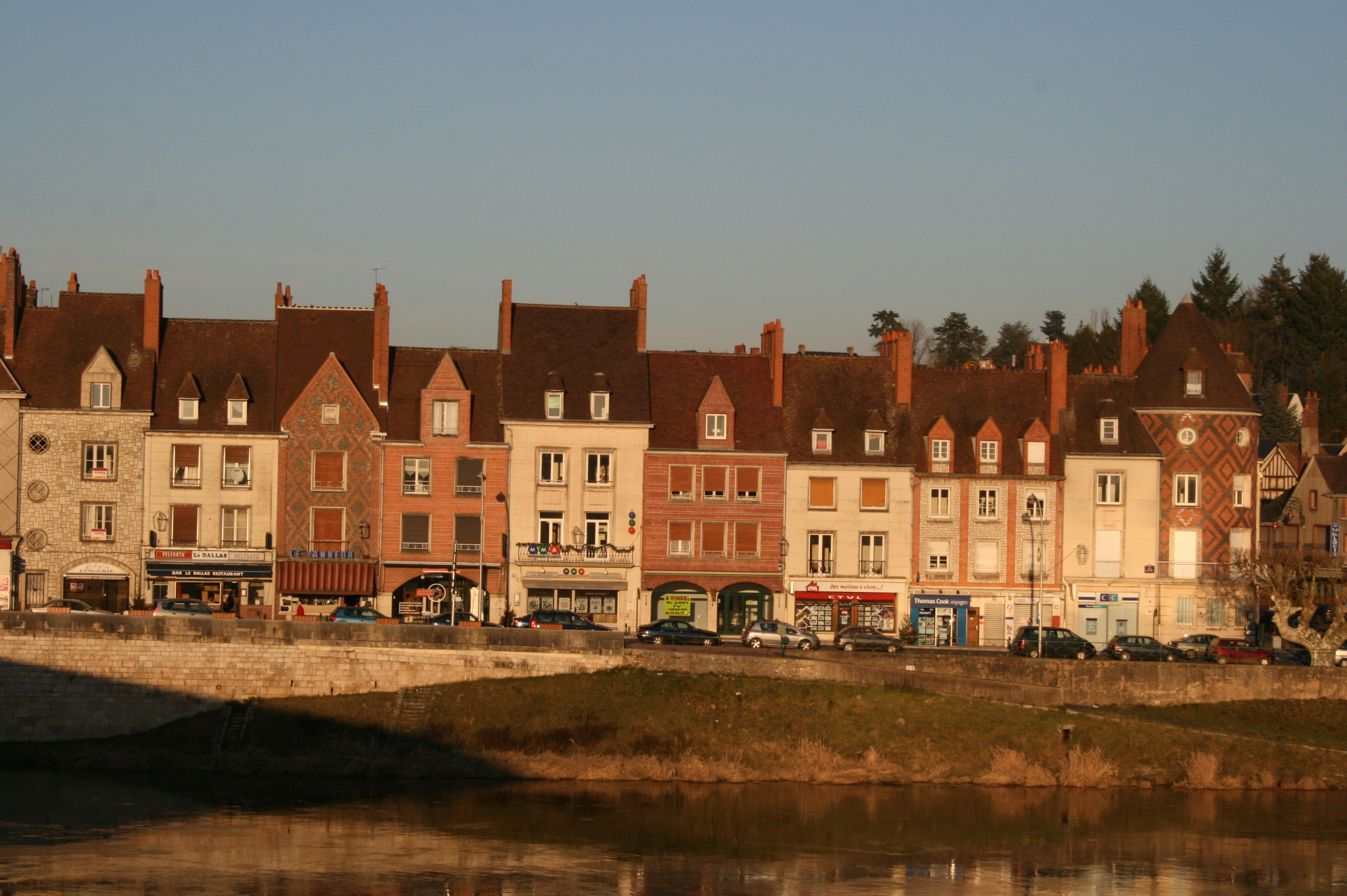
传统居民建筑

### 旅游
日安的旅游事务由其所属的公共社区负责。2020年，日安境内共有4家宾馆共计158间房间；另有1个露营地，可容纳共100辆露营车。

### 媒体
法国主要的媒体均可在日安接收，法国电视三台下属的中央-卢瓦尔河谷大区频道在部分时段播出日安所属区域的地方新闻。卢瓦雷省省级报刊《中央共和报》在日安设有一处发行部。

## 相关人物
拉丁诗人鲁尔·托泰尔、钢琴家让·于雷、社会学家吕西安·贝尔诺和足球运动员奥利维耶·索兰出生于日安。

## 友好城市
截至2021年4月，日安共与四座城市互为友好城市关系：
- 德国 尼比尔
- 英格兰 馬姆斯伯里
- 喀麦隆 Soa
- 葡萄牙 雷东多